# 絵本奈央
絵本 奈央（えもと なお）は、日本の漫画家。
作品に『荒ぶる季節の乙女どもよ。』（原作：岡田麿里）や『それでも僕は君が好き』（原作：徐誉庭）、アニメ映画『ジョゼと虎と魚たち』（原作：田辺聖子）のコミカライズがある。『ジョゼと虎と魚たち』ではキャラクター原案も担当している。
西尾維新の小説『新本格魔法少女りすか』のコミカライズを、『別冊少年マガジン』にて、2021年5月号から2024年3月号まで連載。

## 関連人物
師匠
- 日向武史

アシスタント
- 高畑弓
- 蒲夕二